# Силенко Микола Федосійович
Микола Федосійович Силенко (нар. 3 жовтня 1982, с. Конотоп, Городнянський район Чернігівської області) — український політик, громадський діяч та приватний підприємець, голова Чернігівської районної ради Чернігівської області (2020—2022), голова Городянської районної державної адміністрації (2013—2014), депутат Чернігівської районної ради Чернігівської області (з 2020), кандидат економічних наук, виконавчий директор Чернігівського регіонального відділення Асоціації міст України (з 2022).

## Біографія
Микола Силенко народився 3 жовтня 1982, с. Конотоп Городнянського району (тепер — Чернігівського району) Чернігівської області.
У 2000 році він завершив навчання у Чернігівському обласному педагогічному ліцеї для обдарованої сільської молоді.
Вищу освіту здобув у 2006 році у Чернігівському державному педагогічному університеті ім. Т. Г. Шевченка, отримавши фах математика, та у 2007 році у Чернігівському державному технологічному університеті за спеціальністю «Фінанси»
У 2003 році Микола Силенко почав працювати в Управлінні освіти і науки Чернігівської обласної державної адміністрації.
Протягом лютого — червня 2006 року працював на посаді провідного спеціаліста Центру матеріально-технічного та інформаційного забезпечення освітніх закладів Чернігівської обласної ради. По тому по лютий 2008 року обіймав посади провідного спеціаліста та начальника відділу аналізу ефективності використання бюджетних коштів у сфері державних закупівель головного Управління економіки Чернігівської обласної державної адміністрації.
У лютому 2008 року його було призначено начальником відділу з питань державних закупівель головного Управління економіки Чернігівської обласної державної адміністрації.
У 2010 році Микола Силенко здобув освіту з державного управління у Національній академії державного управління при Президентові України.
З 2010 до червня 2013 року працював заступником голови та першим заступником голови Городнянської районної державної адміністрації.
27 червня 2013 року Миколу Силенка було призначено головою Городнянської районної державної адміністрації. На цій посаді він пропрацював до 3 квітня 2014 року, коли його було звільнено.
Після цього протягом квітня — жовтня 2014 року він обіймав посаду начальника управління з питань розвитку реального сектора економіки Департаменту економічного розвитку Чернігівської обласної державної адміністрації.
У 2015 році він захистив кандидатську дисертацію «Державне регулювання економічного розвитку депресивних територій України в умовах децентралізації» за спеціальністю «Економіка та управління національним господарством».
У 2015 року Микола Силенко переходить у сферу бізнесу — очолює як директор приватне підприємство «Кварцбуд», але у 2016 році полишає цю посаду. Протягом грудня 2016 — листопада 2020 років він був приватним підприємцем.
На місцевих виборах 2015 року він балотувався до Чернігівської обласної ради від політичної партії «Наш край» за мажоритарним округом № 10, але безуспішно. Разом з тим, у цей час він обирається до Городнянської міської ради.
Протягом березня — квітня 2016 року він був консультантом з бюджетних питань в Чернігівській області в Асоціації міст України.
На місцевих виборах 2020 року Микола Силенко балотувався як безпартійний до Чернігівської районної ради Чернігівської області від політичної партії «Рідний дім» та був обраним депутатом районної ради. 8 грудня 2020 року на першій сесії Чернігівської районної ради новоствореного Чернігівського району його під час таємного голосування його було обрано головою районної ради з результатом 36 голосів з 53-х депутатів, які взяли участь у голосуванні
1 лютого 2022 року Микола Силенко подав заяву за власним бажанням про дострокове припинення повноважень голови Чернігівської районної ради Чернігівської області без припинення повноважень депутата ради. Її депутати районної ради підтримали майже одноголосно. На його думку, основне навантаження в роботі під час передачі майна, ліквідації старих закладів припадав на перший рік роботи ради. Також він планував взяти участь у позачергових виборах на виборчому окрузі № 206 та займатися питаннями розвитку місцевого самоврядування..
Згодом того ж 2022 року Микола Силенко став головою постійної комісії з питань комунальної власності, житлово-комунального господарства, транспорту та інфраструктури Чернігівської районної ради Чернігівської області, входить до депутатської фракції «Рідний дім» та увійшов до складу Президії районної ради.

## Громадська діяльність
Микола Силенко є виконавчим директором Чернігівського регіонального відділення Асоціації міст України та перебуває на цій посаді з 18 лютого 2022 року.
Також є Головою Правління місцевої асоціації рад Чернігівського району Чернігівської області «Ради Полісся».
Станом на січень 2023 року Микола Силенко входив до волонтерського штабу «Українська команда», зокрема, він запропонував передати пів тони гуманітарного вантажу від французького фонду Doc4Ukraine — генератори, медикаменти, засоби гігієни та реабілітації Городнянській міській лікарні, яка є основним медичним закладом у прикордонній Городнянській міській громаді на Чернігівщині.

## Науковий доробок
Микола Силенко є автором низки наукових публікацій, зокрема:
- Силенко М. Ф., Сахаров В. Є. Державне регулювання та децентралізація в контексті розвитку депресивних територій України — Київ: Національна академія управління, 2016. — 128 с. — ISBN 978-617-7386-01-7
- Сахаров В. Є., Силенко М. Ф., Бюджет депресивної території та шляхи його збалансування (на прикладі Городнянського району Чернігівської області) / В. Є. Сахаров, М. Ф. Силенко // Актуальні проблеми економіки. — 2014. — № 7. — С. 258—263.
- Силенко М. Ф. Державне регулювання регіонального розвитку: досвід транзитивних країн та перспективи для України // Актуальні проблеми економіки. — 2015. — № 7. — С. 230—235.
- Силенко М. Ф. Середньострокові програми соціально-економічного розвитку як дієвий інструмент подолання депресивності територій // Європейські перспективи. — 2015. — № 2. — С. 165.

## Відзнаки та нагороди
- Подяка голови Чернігівської обласної державної адміністрації (2013)
- Почесна грамота Чернігівської обласної ради (2018)